# Resveratrol

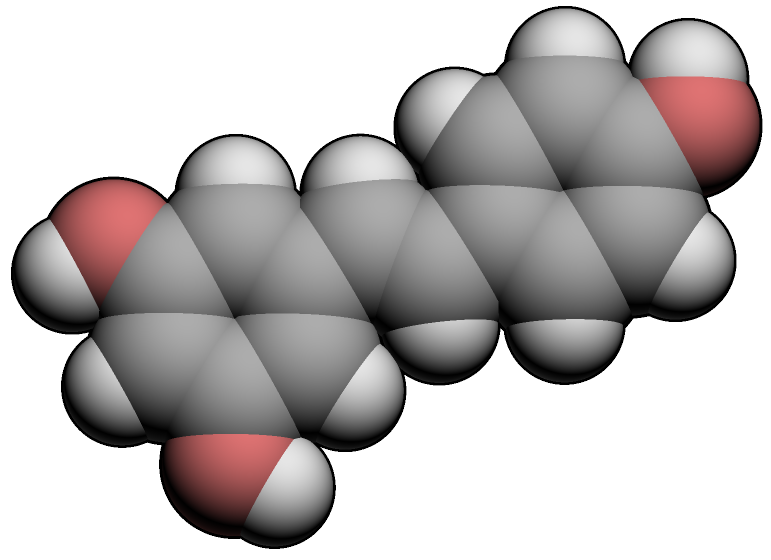
Estructura química del resveratrol en 3 dimensions

El Resveratrol (3,5,4'-trihidroxitransestilbè) és un estilbenoid, un tipus de fenol natural. És produït de manera natural per una sèrie de plantes quan són atacades per organismes patògens com alguns bacteris o fongs.
Els efectes del resveratrol han estat objecte de nombrosos estudis en animals i humans. Els seus efectes en l'allargament de la vida en els models animals que s'han estudiat resten en controvèrsia, amb efectes incerts en mosques de la fruita, cucs nematodes, i peixos que tenen un període de vida curt. En experiments amb ratolins i rates, s'han trobat efectes anticancerosos, antiinflamatoris, de disminució del nivell de sucre en sang i efectes cardiovasculars beneficiosos. Aquests resultats però, encara no s'han repetit en experiments amb humans. Va haver-hi un assaig clínic en què es va veure que el subministrament de resveratrol en dosis molt altes (3-5 g) va dosminuir el nivell de sucre en sang. Aquest estudi, però, va ser dirigit de manera privada per la companyia farmacèutica Sirtris i no ha estat mai publicat en cap mitjà científic.
El resveratrol es troba a la pell del “raïm vermell” i a la d'altres fruites. Tot i això, el vi negre en conté molt poc, de l'odre d'1 mg per got. El resveratrol també es pot sintetitzar química i biotecnològicament (gràcies a microorganismes metabòlics) i és venut com un suplement nutricional.

## Estudis recents

### Extensió de la vida
Els grups d'investigació de Howitz i de Sinclair van publicar l'any 2003 a la revista Nature que el resveratrol pot allargar significativament la vida del llevat Saccharomyces cerevisiae. Estudis posteriors dirigits per Sinclair van mostrar que el resveratrol també perllonga la vida del cuc Caenorhabditis elegans i de la mosca de la fruita Drosophila melanogaster. L'any 2007, un grup diferent d'investigadors va poder reproduir els resultats de Sinclair amb C. elegans, però un tercer grup no va poder aconseguir una prova consistent de l'allargament de l'esperança de vida ni amb D. melanogaster ni amb C. elegans.
L'any 2006, un grup d'investigadors italians va obtenir el primer resultat positiu del suplement de resveratrol en vertebrats. Utilitzant un peix de vida curta, Nothobranchius furzeri, amb una vida mitjana de nou setmanes, van trobar que una dosi màxima de resveratrol incrementava la vida mitjana un 56%. Comparat amb el peix control a les nou setmanes, que és cap al final de la vida d'aquest, el peix “suplementat” amb resveratrol mostrava, en general, una activitat més alta i també una millor capacitat per evitar estímuls desagradables. Els autors van notar un petit increment de la mortalitat en peixos “joves” degut al resveratrol i van formular la hipòtesi que degut a la seva feble acció tòxica, els mecanismes de defensa es van activar afectant l'esperança de vida.
Més tard, aquell mateix any, Sinclair va informar que el resveratrol contrarestava els efectes perjudicials d'una dieta alta en greixos en ratolins. La dieta alta en greixos consistia en l'addició d'oli de coco hidrogenat a la dieta estàndard; això proporcionava un 60% d'energia provinent de greixos, i els ratolins amb aquesta dieta consumien un 30% més de calories que els ratolins estàndard, tornant-se així en ratolins obesos i diabètics. Els ratolins amb la dieta alta en greixos tenien una alta taxa de mortalitat comparada amb els ratolins alimentats amb la dieta estàndard.
Tot i això els ratolins amb una dieta alta en greixos i un suplement de 22mg/kg de resveratrol tenien un 30% menys de risc de mortalitat que els ratolins amb la dieta alta en greixos únicament (sense resveratrol), fent aleshores que la seva taxa de mortalitat fos similar a la dels ratolins alimentats amb una dieta estàndard. Aquest suplement de resveratrol corregeix una anormalitat que es pot trobar en el metabolisme de glucosa i d'insulina. De totes maneres, el suplement de resveratrol no va canviar els nivells d'àcids grassos lliures i de colesterol, que eren més alts que en els ratolins amb la dieta estàndard.
Un altre estudi d'un grup d'investigadors, entre ells Sinclair, va indicar que el tractament amb resveratrol tenia alguns efectes beneficiosos en els ratolins adults però que no podia incrementar la longevitat ad libitum– sinó que només succeïa en els ratolins alimentats amb resveratrol quan ja havien entrat en la mitjana edat, ja eren adults. Posteriorment, el National Institute on Aging's Interventions Testing Program (ITP) també va experimentar amb tres dosis diferents de resveratrol en ratolins amb una dieta normal, que estaven començant l'edat adulta, i no van trobar cap efecte en el seu període de vida.
De totes maneres, un estudi de l'any 2011 publicat a la revista Nature mostrava que els beneficis que s'havien trobat i demostrat en anteriors estudis eren producte d'errors en els controls.

### Prevenció del càncer
L'any 1997, Jang va publicar que l'ús tòpic de resveratrol prevenia el desenvolupament del càncer de pell en ratolins tractats amb carcinògens. Hi ha hagut nombrosos estudis sobre l'activitat anticancerosa en models animals però no hi ha resultats sobre cap assaig clínic.
Els assajos clínics consistents en investigar els efectes del resveratrol en càncers de còlon i melanoma (càncer de pell) estan “reclutant” pacients. Tot i això, l'estudi de la farmacocinètica del resveratrol en humans va concloure que inclús les dosis altes del resveratrol poden ser insuficients per aconseguir les concentracions necessàries per a una prevenció sistemàtica del càncer. Això es basa en els resultats provinents dels models del càncer en animals, que indiquen que l'efectivitat del resveratrol in vivo està limitada per la poca biodisponibilitat d'aquest. L'evidència més clara d'acció anticancerosa existeix per a tumors en què el resveratrol pot tenir-hi un contacte directe, com per exemple càncers de pell i del tub gastrointestinal. Per altres càncers l'evidència és menys clara, incerta, encara que s'utilitzin dosis massives de resveratrol. Tot i que en nombrosos estudis, dosis petites (0.02-8mg/kg) de resveratrol, van reduir o prevenir el desenvolupament de tumors intestinals i de còlon en rates tractades amb diferents carcinògens. De manera similar, l'aplicació tòpica del resveratrol en ratolins, abans i després de l'exposició a UVB, va inhibir el dany en la pell i va disminuir la incidència de càncer de pell.
El resveratrol via oral va resultar ésser inefectiu en el tractament amb ratolins inoculats amb cèl·lules de melanoma. El resveratrol subministrat oralment tampoc va tenir efecte en la leucèmia i el càncer de pulmó; això no obstant, injectat en la zona intraperitoneal, (2.5 o 10 mg/kg) alentia el creixement del carcinoma metastàtic de pulmó de Lewis en ratolins.
El tractament amb resveratrol va semblar que prevenia el desenvolupament dels tumors de la mama en els models animals, però no tenia efecte en el creixement de tumors ja existents. Paradoxalment, el tractament de ratolins en l'estat prepubertal amb altes dosis de resveratrol augmentaven la formació de tumors. Tot i això, injectat en dosis altes en ratolins, el resveratrol alenteix el creixement de neuroblastomes.
Tots els estudis in vivo anteriorment mencionats han estat en models animals en els quals el càncer ha estat induït artificialment gràcies a una sèrie de mètodes experimentals. Tres altres estudis han investigat l'efecte del resveratrol en el risc de càncer en un ratolí corrent; tots ells semblen haver arribat a la conclusió que el suplement de resveratrol no té efectes significants ni en el pes dels tumors ni en la taxa de mortalitat per càncer.

### Altres aplicacions
Johan Auwerx i altres coautors van publicar un article online a la revista Cell el novembre del 2006. Els ratolins alimentats amb resveratrol durant 15 setmanes van tenir una millor rutina que els ratolins control, se’ls veia més resistents. Aquest estudi recolza la hipòtesi de Sinclair que afirma que els efectes del resveratrol són deguts a l'activació del gen de la Sirtuïna 1.
- Efectes neuroprotectors: El novembre del 2008, investigadors del Weill Medical College de la Universitat de Cornell van informar que un suplement alimentari de resveratrol reduïa significativament la formació de plaques en els cervells animals, la formació d'un component de l'Alzheimer i d'altres malalties neurodegeneratives.[16] En ratolins, el resveratrol oral produïa grans reduccions de les plaques cerebrals de l'hipotàlem (-90%), de l'estriàtum (-89%), i del còrtex (-48%). En humans, les dosis subministrades via oral de resveratrol teòricament poden reduir plaques β-amiloidals, que estan associades amb els canvis per l'envelliment del cervell. Alguns investigadors teoritzen que un mecanisme per l'erradicació de les plaques és l'habilitat que té el resveratrol per formar quelats del coure. Els efectes neuroprotectors han estat confirmats en nombrosos estudis en models animals.[17][18][19][20][21] Seguint aquesta línia de treball, un grup d'investigadors de diferents centres científics de Catalunya varen publicar un estudi in vivo que suggereix que aquesta substància podria tenir un efecte protector contra la pèrdua de memòria relacionada amb la malaltia d'Alzheimer.[22]

- Efectes antiinflamatoris: els efectes antiinflamatoris del resveratrol s'han demostrat en molts estudis en models animals. En un estudi que utilitzava la rata com a model animal amb un edema induït a la seva pota, el resveratrol va inhibir les fases aguda i crònica del procés inflamatori.[23] De manera similar, la preincubació de ratolins amb resveratrol disminueix l'alliberament d'àcid araquidònic i la inducció de COX-2 en els macròfags que són estimulats pel promotor de tumors PMA, pel ROI o per lipopolisacàrids (LPS).[24] En un estudi sobre conills amb inflamacions degut a artritis el resveratrol protegia els cartílags de la progressió de l'artritis inflamatòria.[25]

- Efectes cardioprotectors: Ja fa temps que se sap que beure vi negre amb moderació redueix el risc de problemes de cor. Això és conegut com la paradoxa francesa.[26][27][28] Alguns estudis suggereixen que el resveratrol que es troba al vi negre té un paper important en aquest fenomen. Aconsegueix els seus efectes gràcies a les següents funcions: (1) Inhibició de l'adhesió vascular per l'expressió molecular;[29][30] (2) Inhibició vascular de la proliferació cel·lular dels músculs llisos;[31][32][33] (3) Estimulació de l'activitat de l'òxid nítric sintasa de l'endoteli (eNOS);[34][35][36] (4) Inhibició de la formació d'agregats de plaquetes;[37][38][39] (5) Inhibició de la peroxidació del LDL.[40][41]

Es creu que aquesta propietat beneficiosa és millor i més eficient que la teràpia directa.
- Efectes antidiabètics: Alguns estudis han demostrat que el resveratrol posseeix efectes hipoglicèmics i hipolipidèmics en la diabetis induïda en rates. El resveratrol alleuja els símptomes més comuns, com la polifàgia, la polidípsia i la pèrdua de pes.[42] Altres estudis en models d'animals diabètics realitzats per diferents investigadors també han demostrat els efectes antidiabètics del resveratrol. En assajos clínics dirigits per la farmacèutica Sirtris, Inc. s'ha vist que el resveratrol ha disminuït el nivell de sucre en la sang en les fases Ib i Ila.[43][44]

- Efectes antivirals: Alguns estudis mostren que el resveratrol inhibeix la replicació del virus de l'herpes simple (VHS) del tipus 1 i 2 a través de la inhibició d'un dels primers passos del cicle de replicació del virus. Alguns estudis in vivo en ratolins van trobar que el resveratrol inhibeix o redueix la replicació del HSV en la vagina i limita les malalties extravaginals. La pell dels animals tractats amb resveratrol no mostrava cap mena de toxicitat dermatològica, com per exemple eritema, descamació, crostes, etc.[45][46][47] Alguns estudis també mostren que el resveratrol inhibeix el virus de la varicel·la zòster, alguns virus respiratoris, i citomegalovirus humans. És més, el resveratrol millora l'activitat anti-HIV-1 d'algunes drogues antivirals.

## Farmacocinètica
Una manera d'administrar el resveratrol en humans pot ser per via oral, però sense arribar a empassar-s'ho, sinó per absorció directa a la boca. Quan un mil·ligram de resveratrol en 50 ml d'una solució al 50% alcohol/aigua era retingut a la boca abans d'empassar-se’l, 37 ng/ml de resveratrol van ser mesurats en el plasma dos minuts després. Aquest nivell de resveratrol en sang només es pot aconseguir amb una dosi de resveratrol de 250 mg en forma de pastilla. Perquè el resveratrol pugui ser absorbit per via de la membrana transmucosa, la droga s'ha de trobar de forma lliure i dissolta. I és per això, que la possibilitat de la via oral del resveratrol és molt qüestionada, ja que aquest té una solubilitat molt baixa en aigua. Aproximadament, un 70% de la dosi de resveratrol subministrada oralment en forma de pastilla és absorbida; tot i això, la viabilitat oral del resveratrol és baixa perquè es metabolitza ràpidament en els intestins i el fetge i es transforma en les següents formes conjugades: glucuronat i sulfenat. Only trace amounts (below 5 ng/mL) of unchanged resveratrol could be detected in the blood after 25 mg oral dose. Inclús quan es subministrava una dosi gran de resveratrol (2.5 I 5g.) com una píndola sense recobriment, la concentració de resveratrol en sang no aconseguia arribar al nivell necessari per a la prevenció sistemàtica del càncer. Ara per ara, s'està treballant en la producció d'una fórmula de resveratrol per a xiclet, i amb això s'espera obtenir un nivell molt més alt d'aquesta substància en sang. El resveratrol subministrat en una fórmula determinada, SRT-501 (3 or 5 g), desenvolupada per Sirtris Pharmaceuticals, va aconseguir uns nivells en sang des de 5 fins a 8 vegades superior. Aquests nivells sí que es van apropar a les concentracions necessàries per obtenir els efectes que es veien en els models animals i els experiments in vitro. Tot i això, el maig de l'any 2010, GlaxoSmithKline (GSK) va suspendre un assaig clínic que s'estava duent a terme amb aquesta fórmula del resveratrol (SRT-501) degut a problemes de seguretat.
En humans i en rates, de la dosi oral de resveratrol que es va subministrar, només un 5% es va trobar lliure en el plasma sanguini. Els metabòlits més abundants del resveratrol en humans, rates i ratolins són el trans-resveratrol-3-O-glucuronida i el trans-resveratrol-3-sulfat. Walle suggests sulfate conjugates are the primary source of activity, Wang et al. suggests the glucuronides, Walle suggereix que els conjugats de sulfat són la primera font d'activitat, Wang et al. diu que ho són els glucuronides, i Boocock et al. també ha emfatitzat en la necessitat de fer estudis centrats en els efectes dels metabòlits, incloent-hi la possibilitat de desconjugació per alliberar el resveratrol a l'interior de les cèl·lules. Goldberd, que va estudiar la farmacocinètica del resveratrol, la catechina i la quercetina en humans, va concloure que “sembla que el potencial de beneficis d'aquests compostos no conjugats basats en els experiments in vitro són irreals i han estat exagerats. De fet, l'abundància d'articles descrivint aquesta activitat beneficiosa poden ser legítimament descrits com irrellevants i enganyosos. A partir d'ara, les investigacions d'aquesta índole s'haurien de centrar en els beneficis dels conjugats de glucuronida i sulfat.”
La hipòtesi que el resveratrol provinent del vi pogués tenir una major biodisponibilitat que aquell en pastilla ha estat rebutjada per informació experimental. Un estudi va veure que si es pren vi acompanyat d'algun àpat, el contingut de resveratrol en sang és una mica més alt que si aquest en pren en dejuni. Un altre estudi va concloure que la concentració de resveratrol en la sang no canviava si el vi negre es prenia juntament amb vi blanc, amb raïm blanc o amb suc de fruites. Així doncs, els autors dels 2 estudis van concloure que la concentració de resveratrol en sang és massa petita per confirmar la hipòtesi que planteja la paradoxa francesa. Els efectes beneficiosos del vi sembla que podrien ésser explicats pels efectes de l'alcohol o per la quantitat de substàncies que conté el vi; per exemple, els beneficis cardiovasculars que aporta el vi estan correlacionats amb el contingut en procianidins.

### Efectes adversos i desconeguts
Els efectes a llarg termini causats per l'ús de resveratrol encara romanen desconeguts. Un estudi ha teoritzat que hi pot haver una estimulació del creixement de les cèl·lules del càncer de mama, possiblement perquè l'estructura química del resveratrol és similar a la del fitoestrogen. Això no obstant, altres estudis han trobat que el consum de resveratrol està inversament associat amb el risc de càncer de mama i actua alentint la progressió d'aquest quan ha estat trasplantat a ratolins. Alguns estudis suggereixen que el resveratrol el que fa és alentir el desenvolupament de vasos sanguinis, la qual cosa suprimeix els tumors però també alenteix la curació en cas que hi hagi algun dany en els vasos. Citant l'evidència que el resveratrol és un antagonista de l'estrogen i tenint en compte alguns detalls sobre el resveratrol, alguns investigadors avisen que el compost pot interferir amb anticonceptius orals i que aquelles dones que estiguin embarassades o tinguin intenció d'estar-ho se’ls recomana no utilitzar aquest producte. Altres investigadors també diuen que el resveratrol no hauria d'ésser consumit per nens o joves menors de 18 anys, ja que no hi ha estudis que mostrin si pot afectar el seu desenvolupament natural. Un estudi reduït va trobar que una sola dosi de com a màxim 5g de trans-resveratrol no causava cap efecte advers en voluntaris sans.

#### Possible carcinogenicitat
El resveratrol, com altres polifenols, resulta ser un fort inhibidor de la topoisomerasa. Comparteix algunes semblances amb drogues anticanceroses utilitzades en quimioteràpia, com per exemple l'etoposida i el doxorubicin. Això deu contribuir simultàniament a fer que tingui propietats anticanceroses i també cancerígenes en algunes circumstàncies.
Pot ser que el resveratrol tingui propietats perjudicials en els fetus, ja que aquests tenen uns sistemes de detoxificació reduïts. És per això que es recomana a les dones embarassades que no utilitzin resveratrol.

## Mecanismes d'acció
Els mecanismes que utilitza el resveratrol per als seus efectes que sembla que allarguen la vida encara no estan del tot entesos, però podria ser que funcionés imitant alguns dels efectes que té la restricció calòrica.
Alguns estudis indiquen que el resveratrol activa la sirtuïna 1 (SIRT1) i la PGC-1α millorant així el funcionament dels mitocondris. Altres investigacions però qüestionen que hi hagi una connexió entre el resveratrol, la SIRT1 i la restricció calòrica. És més, s'ha qüestionat també que el resveratrol tingui la capacitat d'activar directament la sirtuïna 1.

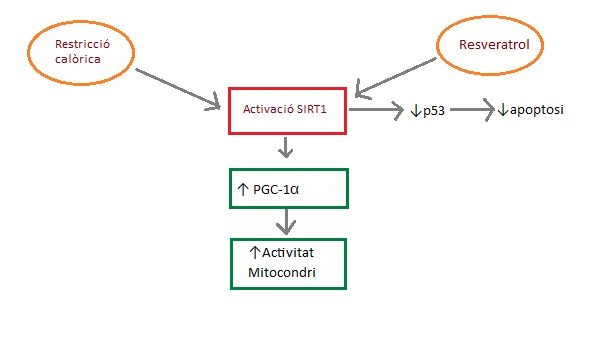
Mecanisme d'acció del resveratrol

Un article de Robb et al. parla sobre l'acció del resveratrol en les cèl·lules. Aquest explica que hi ha un augment, de fins a catorze vegades, en l'acció del MnSOD (SOD2). El MnSOD redueix el superòxid en peròxid d'hidrogen (H₂O₂), però la concentració de peròxid d'hidrogen no incrementa degut a una altra activitat que es duu a terme en la cèl·lula. El superòxid O2- apareix com a subproducte de la respiració en els complexos 1 i 3 de la cadena transportadora d'electrons. Aquest fenomen no és altament tòxic, però podria arrencar un electró de la membrana plasmàtica i/o altres components d'aquesta donant lloc a radicals lliures en les reaccions en cadena. És per això que és essencial que hi hagi un control sobre els anions superòxid. El MnSOD s'encarrega de reduir el superòxid i confereix, per tant, resistència a la disfunció mitocondrial, aporta permeabilitat de transició i permet l'apoptosi en algunes malalties. S'ha vist que es troba implicat en l'allargament de la vida, que inhibeix el càncer (ex. Càncer de pàncrees)i que proveeix resistència als danys causats per radiació. Aquests efectes també s'han observat en el resveratrol. Robb et al. creu que el MnSOD augmenta degut a la següent ruta: RESV → SIRT1 / NAD+ → FOXO3a → MnSOD. Així doncs, el resveratrol provoca que la SIRT1 faci que els factors de transcripció FOXO migrin cap al nucli cosa que simula l'activitat transcripcional del FOXO3a i a més, també s'ha vist que millora la deacetilació de la sirtuïna catalitzada del FOXO3a. El MnSOD també actua com a diana del FOXO3a i la seva expressió està fortament induïda per la sobreexpressió del FOXO3a.
El resveratrol interfereix en les 3 etapes de la carcinogènesi: iniciació, promoció i progressió. I en experiments in vitro, el resveratrol ha inhibit la proliferació de les cèl·lules canceroses del pàncrees. En alguns llinatges del cultiu de cèl·lules canceroses s'ha vist que el resveratrol indueix l'apoptosi, cosa que implica que mata cèl·lules i aquestes podrien ser cèl·lules canceroses. S'ha vist que el resveratrol pot induir que es faci el lligand Fas/Fas mitjançant l'apoptosi, el p53 i les ciclines A, B1 i les quinasescdk (ciclinodependents) 1 i 2. A més a més, el resveratrol també posseeix propietats antioxidants i antiangiogèniques.
Alguns estudis van informar que el resveratrol és efectiu contra la disfunció de les cèl·lules neuronals i la mort cel·lular, cosa que fa pensar que en teoria podria ser efectiu contra malalties com la de Huntington o l'Alzheimer. Cal recordar però que això encara no ha estat provat en humans.
Una investigació que es va dur a terme al Northeastern Ohio Universities College of Medicine i a l'Ohio State University va indicar que el resveratrol té una acció inhibitòria directa sobre els fibroblasts cardíacs, fet que pot comportar la inhibició de la progressió de la fibrosi cardíaca.
El resveratrol també augmenta de manera considerada la producció natural de testosterona degut a la seva acció com a modulador específic del receptor d'estrogen i per la seva funció com a inhibidor de l'aromatasa.
L'any 2007, uns investigadors del laboratori d'Irfan Rahman a la Universitat de Rochester van demostrar que el resveratrol incrementa els nivells de glutationa dins la cèl·lula a través de la regulació dependent de Nrf2 de la gamma-glutamilcisteina ligasa a les cèl·lules epitelials dels pulmons. Aquest fet proporciona les cèl·lules protecció contra l'estrès oxidatiu que provoca l'extracte del fum de les cigarretes.
Un altre mecanisme que comparteixen el suplement de resveratrol i la restricció calòrica és la modulació de l'autofàgia. La SIRT1 és, hipotèticament, la molècula diana del resveratrol i també de la restricció calòrica, i s'ha vist que facilita l'autofàgia a través de l'inhibidor de mTOR, una cinasa que per si sola regula l'autofàgia.

## Propietats físiques i químiques
Resveratrol (3,5,4'-trihidroxistilbè) és un estilbenoid, un polifenol derivat de l'estilbè.
El podem trobar en dues formes isomèriques: cis- (Z) i trans- (E), que poden trobar-se lliures o unides a glucosa. La forma trans pot isomeritzar-se a forma cis quan es troba exposat a radiació UVA. El trans-resveratrol en forma de pols ha resultat ser estable sota condicions d'estabilitat accelerada, amb una humitat del 75% i a 40 °C en presència d'aire. El contingut del resveratrol també és estable a la pell del raïm i a la polpa després d'ésser fermentada i emmagatzemada durant un llarg període.

## Plantes i menjar
Podem trobar resveratrol a les plantes gràcies a l'acció de l'enzim resveratrol sintasa. Aquest fet va despertar molt d'interès l'any 1992 quan es va pensar que la seva presència en el vi estava relacionada amb l'explicació pels efectes cardioprotectors d'aquest.
Els nivells de resveratrol en el menjar varia àmpliament. El vi negre conté entre 0.2 i 5.8 mg/L, depenent en la varietat del raïm, mentre que el vi blanc en té molt menys, ja que el vi negre és fermentat amb la pell del raïm, permetent que el vi mantingui l'extracte de resveratrol, mentre que el vi blanc és fermentat un cop s'ha tret la pell del raïm.
També s'ha vist que el cacau en pols i la xocolata negra tenen uns nivells baixos de resveratrol (0.35 to 1.85 mg/kg). S'ha vist que també hi ha resveratrol als cacauets (79.4µg/unça).